# علی بختیاری
علی بختیاری کبوترکی (زاده ۲۹ دی ۱۳۷۰ - خرمدره) ووشوکار اهل کشور ایران است.
وی در مسابقات ووشوی آسیا ۲۰۱۲ ویتنام و بازی‌های همبستگی کشورهای اسلامی ۲۰۱۳ اندونزی در بخش ساندا صاحب مدال طلا شد.